# Isoetes microvela
Isoetes microvela är en kärlväxtart som beskrevs av D.F. Brunt och D.M. Britton. Isoetes microvela ingår i släktet braxengräs, och familjen Isoetaceae. Inga underarter finns listade i Catalogue of Life.